# Fabre d'Églantine
Philippe-François-Nazaire Fabre (Fabre d’Églantine) nacido en 1750, en Carcasona, y guillotinado en París el 5 de abril de 1794. Actor, autor de teatro y poeta francés.

## Biografía
Hijo de un trapero, pasó su infancia en Limoux. Estudió en un colegio de Toulouse hasta 1771, año en el que abandonó sus estudios para irse con una compañía de comediantes ambulantes.
Se presentó a los juegos florales de 1772 en Toulouse, con un soneto dedicado a la virgen, Sonnet à la Vierge (Soneto a la Virgen) y ganó el segundo premio, un Lis de plata. Él prefirió adjudicarse el primero, la eglantina de oro y desde entonces se hizo llamar Fabre d’Églantine. En diciembre de 1776 llegó a Namur, en los Países Bajos austríacos, y un año más tarde fue arrestado por haber intentado huir con una joven de quince años, hija de uno de los comediantes.

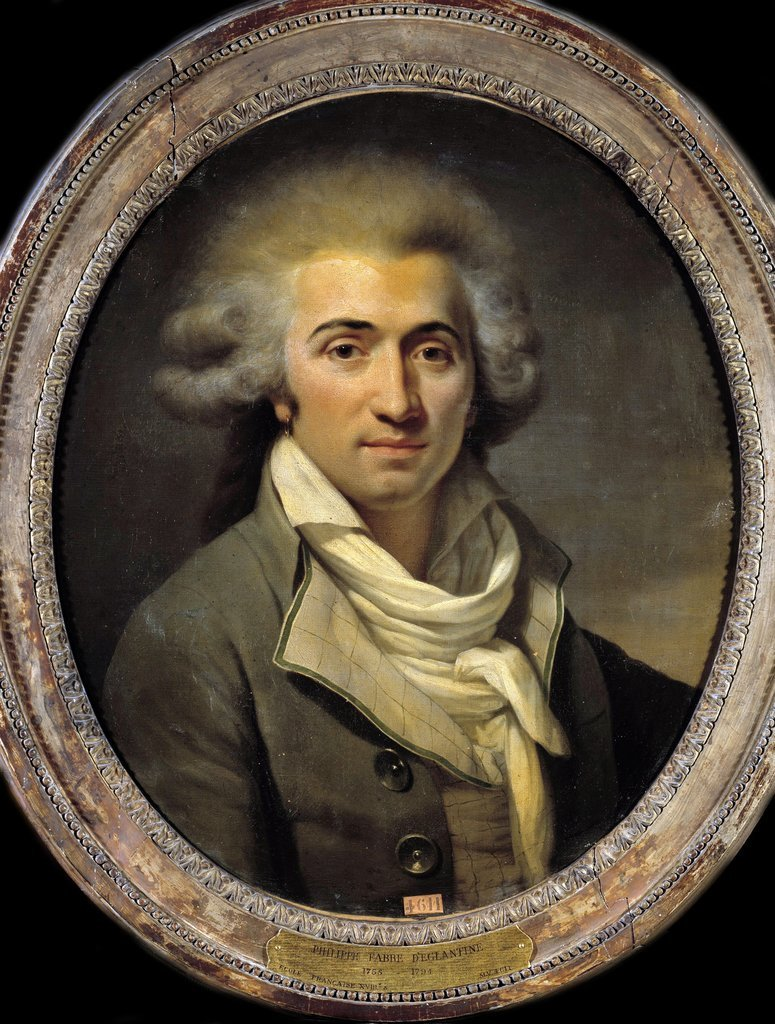
Fabre d'Églantine.

El 9 de noviembre de 1778, se casó en Estrasburgo con Marie-Nicole Godin. El matrimonio se instaló en Maastricht de 1779 a 1781, y el 7 de febrero de 1780 estrenó su primera obra de teatro, Laure et Pétrarque (Laura y Petrarca), ópera cómica. Actuó después en Arras (1781), Donai (1782) y Lyon (1784). Al año siguiente obtuvo la dirección del teatro de Nimes y el de Aviñón.
Se estableció en París a partir de 1787 y escribió numerosas obras inspirándose en la actualidad política: Les Gens de lettres, ou le Poète provincial à Paris (Gentes de letras, o El poeta provinciano en París), Augusta, Le Présomtueux, ou l’Heureux imaginaire (El presuntuoso, o El dichoso imaginario). Su fatuidad, así como su capacidad para intrigar constantemente, provocaron la inquina de sus colegas que contrataron una claque (grupo de personas contratadas para aplaudir o silbar una obra) que lo boicoteaba a él y a sus obras, por otra parte bastante mediocres. Únicamente Le Collateral (1789) y Le Philinte de Molière (El Philinte de Molière) consiguieron el éxito. Arrestado por deudas y por una carta que dirigió a Luis XVI, Fabre d’Églantine pasó a la posteridad gracias a la Revolución.
Amigo de Danton y de Camille Desmoulins, fue presidente del club de los Cordeliers, secretario del Ministerio de Justicia y diputado en la Convención nacional. Votó por la muerte de Luis XVI y pidió la cabeza de los girondinos. Se pasó a los jacobinos y tomó partido por los Indulgentes. Orador brillante, lloró a Marat en un discurso que causó gran impresión.
Participó en la creación del calendario republicano francés, en el cual los meses se renombraron en consonancia con las estaciones: los meses de otoño eran vendémiaire (vendimiario), brumaire (brumario) y frimaire (frimario); los de invierno, nivôse (nivoso), pluviôse (pluvioso) y ventôse (ventoso); los de primavera, germinal (germinal), floréal (floreal) y prairial (pradial) y los de verano, messidor (mesidor), thermidor (termidor) y fructidor (fructidor). 
Enemigo de Robespierre, fue arrestado el 12 de enero de 1794 por haber falsificado un decreto relativo a la liquidación de la Compañía de Indias, condenado a muerte y guillotinado el 5 de abril de 1794.
- Datos: Q553446
- Multimedia: Fabre d'Églantine / Q553446